# Caitlin Wilson

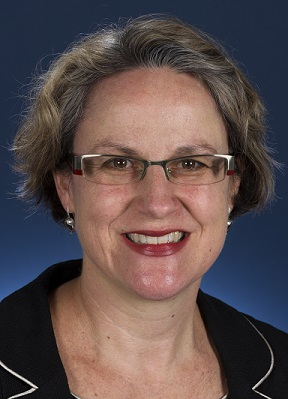
Caitlin Wilson

Caitlin Wilson ist eine australische Diplomatin.

## Werdegang
Wilson hat einen Master-Abschluss in internationaler Entwicklung von der Deakin University, einen Bachelor-Abschluss in Business-Management von der Queensland University of Technology und einen Bachelor-Abschluss in Kunst von der University of Queensland.
In Canberra hatte Wilson verschiedene Positionen im Außen- und Verteidigungsministerium sowie bei AusAID inne. Sie arbeitete als zweite Sekretärin an der australischen Botschaft in Port Moresby, als Beraterin bei der australischen Delegation bei der OECD in Paris, als Spezialistin für Recht und Justiz bei der regionalen Hilfsmission für die Salomonen (RAMSI) und schließlich als stellvertretende Sekretärin im Ministerium für auswärtige Angelegenheiten und Handel und unterstützte den australischen G20-Vorsitz im Jahr 2014, bevor sie Botschafterin und stellvertretende Ständige Vertreterin Australiens bei den Vereinten Nationen im Januar 2015 wurde.
Ab Mai 2023 diente Wilson als Chargé d’Affaires an der australischen Botschaft in Dili. Am 20. Dezember übergab sie ihre Akkreditierung als australische Botschafterin in Osttimor an Präsident José Ramos-Horta.